# アラン・ドロン/私刑警察
『アラン・ドロン/私刑警察』（ - しけいけいさつ、Ne réveillez pas un flic qui dort、英題：Let Sleeping Cops Lie）は、1988年のフランスの犯罪映画。アラン・ドロン、ミシェル・セロー出演。フレデリック・ファヤルディが1984年に発表した『Clause de style』が原作である。
本作は1976年に亡くなった俳優ジャン・ギャバンに捧げられている。

## ストーリー
定年間近のロジェ・スカッティ警視は仲間と共謀し、警察や裁判に頼らない方法で証拠や証言を改ざんし容疑者や汚職刑事を始末する極右組織「正義警察」を作り上げていた。6月6日、スカッティはリュッツに死刑執行を任せ、正義警察の容疑者第一号としてゼレム宅を訪れて彼とボディガードを殺す。その後彼らは、仲間の刑事やその身内に害を及ぼした人物たちに死刑判決を即時に下し次々と殺していった。
愛人のジェニファーに起こされたウジェーヌ・グランデル警視は、電話がかかってきていることを知らされる。電話に出たグランデルは、街のギャングが次々と殺されていることを聞き、カザリエール警視総監に会うため警察署に出向く。カザリエールからその件の捜査を担当するよう指示され、助手としてリュッツとペレをつけると言われるが、グランデルはリュッツが右翼の宣伝を行っているとして難色を示す。だがリュッツを推薦したのがスカッティで、退職する彼の顔を立てたいというカザリエールの思いを受けグランデルは了承する。2人と顔を合せた彼は、ペレを自分のパートナーにしてリュッツを自分から距離を取らせるため連絡係につかせる。グランデルが食堂でペレと談笑していると、電話がかかってきたことを報告され2人はリュッツの元に向かう。電話の主はリトンと名乗り、深夜に起きた事件を目撃したと話す。グランデルはリトンから情報を得るため住所を聞くが、直後彼の職場である自動車修理屋に武装した集団が乗り込み彼は射殺される。
グランデルら警察が自動車修理屋に急行すると、蜂の巣にされたリトンの死体が横たわっていた。グランデルとペレは同じ修理屋で働く黒人男性から事情を聴くが、詳しい事はわからなかった。その夜、スカティは処刑に使った武器を溶かして鉄の塊にしたことを憲兵から報告される。しかし彼らが憲兵隊を掌握して軍を動かすことを提案したことに、スカティは20年かけて作り上げた正義警察を崩壊させることになると非難し、彼らを正義警察の敵だと言い放つ。そして憲兵たちは上層部に報告することを決め車でその場を立ち去ろうとしたとき、スカティの仲間にバズーカ砲で車を撃たれ爆発炎上する。事件現場にペレと無理矢理ついてきたリュッツを連れて訪れたグランデルは、焼け焦げた車から憲兵の記章を見つける。憲兵が公用以外で武器を持っていたのを不審に思うグランデルはペレたちと捜査を進める。

## キャスト
| 役名                   | 俳優                         | 日本語吹替 |
| ---------------------- | ---------------------------- | ---------- |
| ウジェーヌ・グランデル | アラン・ドロン               | 野沢那智   |
| ロジェ・スカッティ     | ミシェル・セロー             | 麦人       |
| リュッツ               | グザヴィエ・ドリュック       | 二又一成   |
| ペレ                   | パトリック・カタリフォ       | 江原正士   |
| カザリエール警視総監   | レイモン・ジェローム         | 北川米彦   |
| ル・ステファノワ       | セルジュ・レジアニ           | 伊井篤史   |
| ジェニファー           | ロクサン・グールド           | 横尾まり   |
| スピエロ               | ステファンヌ・ジョベール     | 堀之紀     |
| コリンヌ               | コンスエロ・デ・ハヴィランド | 紗ゆり     |
| ラトゥエヴァ           | ベルナール・ファルシー       |            |
| スタドリー             | フェオドール・アトキーヌ     | 小室正幸   |
| ゼレム                 | ブリュノ・ラファエリ         | 沢木郁也   |
| ギンズボーム           | レミ・キルシュ               |            |
| ギンズボームの友人     | オリヴィエ・マルシャル       |            |
| 下仕官2                | フィリップ・ナオン           |            |
| リトン                 | ヴィヴィアン・サヴィッジ     | 中田和宏   |

- 日本語吹替：初回放送1992年5月28日 テレビ東京 『木曜洋画劇場』版

## スタッフ
- 監督：ジョゼ・ピネイロ（フランス語版）
- 脚本：フレデリック・ファヤルディ（フランス語版）、ジョゼ・ピネイロ、アラン・ドロン
- 原作：フレデリック・ファヤルディ
- 製作：ダニエル・シャンパーノン、アラン・ドロン
- 撮影監督：リシャール・アンドリ、ラウール・クタール
- プロダクションデザイナー：テオバール・ムーリッス（フランス語版）
- 編集：ジェニファー・オージェ
- 衣裳デザイン：マリー=フランソワーズ・ペロション
- 音楽：ピノ・マルチーズ
- 吹替翻訳：鈴木導
- 吹替演出：左近允洋
- 吹替調整：飯塚秀保
- 吹替効果：PAG
- 吹替製作：グロービジョン